# Cryptomycetaceae
Cryptomycetaceae es una familia de hongos en el orden Rhytismatales.